# Bältespännarparken
Bältespännarparken är det inofficiella namnet på en cirka 6 000 kvadratmeter stor del av parken Kungsparken i centrala Göteborg, belägen mitt emot Stora Teatern vid Kungsportsavenyen och framför Trädgårdsföreningens huvudentré. Parken fick sitt namn 2003 efter Johan Peter Molins skulptur Bältespännarna som först placerades ut i parken den 15 maj 1863, och på sin nuvarande plats 1914. Bältespännarparken är en del av det mer eller mindre sammanhängande parkområde kring Vallgraven som skapades när Göteborgs befästningar revs i början av 1800-talet.
Här fanns sedan slutet av 1980-talet en liten rund damm som på sommaren innehöll en fontän och på vintern var en konstfrusen isbana. Dammen byggdes tack vare sponsring och kom därför att kallas Sponsringen.
År 2013 rustades Bältespännarparken upp med en ny fontän, nya körsbärsträd och parksoffor. Fontänen fick en skålformad yta och stenkanten runtom togs bort. Södra Vägens tidigare sträckning mellan parken och Trädgårdsföreningen togs bort och ersattes med gång- och cykelbana och grusyta.